# Čiflik (Bela Palanka)
Čiflik (en serbe cyrillique : Чифлик) est un village de Serbie situé dans la municipalité de Bela Palanka, district de Pirot. Au recensement de 2011, il comptait 81 habitants.
Čiflik est situé sur la route européenne E80.

## Démographie
| 1948 | 1953 | 1961 | 1971 | 1981 | 1991 | 2002 | 2011 |
| ---- | ---- | ---- | ---- | ---- | ---- | ---- | ---- |
| 226  | 209  | 241  | 200  | 154  | 140  | 103  | 81   |

|  |